# Ултранационализам
Ултранационализам се може дефинисати као екстремни вид национализма који промовише интерес једног народа или државе изнад свих других или као екстремна преданост сопственој нацији.
Ултранационализам, заједно са идејом националног препорода, чине основу фашизма.